# Anthony Beaujon
Anthony Beaujon (1853—1890) var en hollandsk statistiker og socialøkonom.
Beaujon var fra 1885 direktør for Hollands statistiske centralbureau. Hans hovedværker er en fortrinlig History of the Dutch Seafisheries (1884) og Handel en Handelspolitiek (1888).